# 艾琳·科林斯
艾琳·瑪麗·柯林斯（英語：Eileen Marie Collins，1956年11月19日—，曾執行STS-63、STS-84、STS-93以及STS-114任務），美國空軍退役上校，美國首位負起指揮哥倫比亞號太空梭任務的女太空人。(此次任務要負責安裝錢德勒觀測儀﹝Chandra X-ray Ob-serva-tory﹞，這是太空梭所承載過的最大重量)。也沒人擔任過主駕駛員，負責哥倫比亞號的軌道控制，還有更重要的，以手動的方式來操控太空船最後的路徑和返航。